# Heinrich Bolzenthal
Heinrich Eduard Bolzenthal (* 1796 in Cottbus; † 1870 in Berlin) war ein deutscher Numismatiker.

## Leben
Der Sohn eines Pfarrers studierte von 1815 bis 1819 in Halle (als Kommilitone von Karl Immermann) Staatswissenschaft, Geschichte und Philosophie. Nach dem Studium hielt er sich kurz in Berlin auf und folgte dann der Einladung des Generals Ernst von Rüchel auf sein Gut Haseleu in Pommern. Hier setzte Bolzenthal seine Studien einige Jahre fort. Nach seiner Rückkehr nach Berlin beteiligte er sich auf Empfehlung von Friedrich Wilken und Johann Wilhelm Süvern an der Planung der Königlichen Museen und war dort 1835 bis 1868 Bearbeiter der unter ihm quasi selbstständigen mittelalterlichen und neuzeitlichen Münz- und Medaillensammlung.
Bolzenthal veröffentlichte mehrere Werke über die historische Münzprägung der Frühen Neuzeit, zu denen ihn besonders Friedrich Buchholz angeregt hatte. Eines seiner bekanntesten Werke sind die Skizzen zur Kunstgeschichte der modernen Medaillen-Arbeit (1429–1840) (Berlin 1840). Für seine Verdienste erhielt er anlässlich seiner Pensionierung 1868 den Roten Adlerorden dritter Klasse mit Schleife.

## Medaillenporträt
- Bronzeguss, einseitig, ohne Jahr, 72 mm. Medailleur: Friedrich Wilhelm Kullrich (Dahme, Kreis Jüterbog 1821–1887 Berlin) Vorderseite: H. BOLZENTHAL <> Unbekleidete Büste nach rechts.[3]